# Corgi Toys
Corgi Toys (varemærke) er navnet på en række af legetøjsbiler produceret af Mettoy Playcraft Ltd i Storbritannien. Virksomheden grundlagdes i 1933 af den tyske emigrant Philip Ullmann i Northampton, England, hvor han senere fik følgeskab af den sydafrikansk-fødte tysker Arthur Katz, der tidligere havde arbejdet for Ullmann og hans legetøjsfirma Tipp & Co i Nürnberg. De besluttede at markedsføre en række legetøjsbiler som konkurrence til Meccanos Dinky Toys legetøjsbiler, der havde domineret det britiske marked i mange år. Corgi Toys blev introduceret i England i juli 1956 og blev fremstillet i Swansea i Wales i 27 år inden selskabet trådte i betalingsstandsning.